# رومن کودلیک
رومن کودلیک (اوکراینی: Рома́н Миха́йлович Ку́длик؛ ۴ مهٔ ۱۹۴۱ – ۲۱ ژانویهٔ ۲۰۱۹) منتقد ادبی، و شاعر اهل اتحاد جماهیر شوروی سوسیالیستی بود.